# Девојчица која живи доле низ улицу
Девојчица која живи доле низ улицу (енгл. The Little Girl Who Lives Down the Lane) је канадско-француски филм из 1976. године, мешавина хорора и драме. Режирао га је Николас Жеснер, а главне улоге тумаче Џоди Фостер, Мартин Шин, Алексис Смит, Морт Шуман и Скот Џејкоби. Рађен је по истоименом роману Лерда Канига, који је написао и сценарио. Радња прати 13-годишњу девојчицу Рин Џејкобс, која због одсуства свог оца и тајанственог понашања привлачи пажњу суседа у малом конзервативном граду у који се недавно доселила.
Филм је снимљен у Квебеку са веома ниским буџетом. Сам процес продукције је касније постао веома контроверзан због навода да је Џоди Фостер имала сукоб са продуцентима, због сцене коју је требало да сними нага. То, међутим, није било тачно пошто је у наведеној сцени Фостерина старија сестра Кони (која је тада имала 21 годину) послужила као двојница. Премијера је била на Филмском фестивалу у Кану 1976. године, а биоскопско приказивање је почело у јануару 1977.
Реакције на филм су у почетку биле помешане, јер су поједини критичари сматрали да је део приче око мистерије убистава слаб, али су истовремено хвалили Фостерин перформанс. Данас се филм сматра култним класиком и оцене критичара су далеко боље. На сајту Ротен томејтоуз оцењен је са високих 93%. Филм је освојио Награду Сатурн за најбољи хорор филм, а Џоди Фостер је добила исту награду у категорији најбоље главне глумице чиме је постала најмлађа добитница ове награде. Фостер је у својој конкуренцији победила Џули Кристи, Џоан Колинс, Мелинду Дилон и Кери Фишер, која ја са улогом принцезе Леје Органе у Ратовима звезда важила за фаворита. Поред наведених категорија филм је био номинован и за Награду Сатурн за најбољу режију, најбољи сценарио, најбољу споредну глумицу и најбоље ДВД издање.

## Радња
У малом приморском граду Велс Харбору, на Ноћ вештица, Рин Џејкобс сама прославља свој 13. рођендан. Она је месец дана раније са својим оцем Лестером, иначе познатим песником, изнајмила кућу на три године од Коре Халет, чији је син Френк раније био оптужен за педофилију. Рининим суседима и газдарици пажњу привлачи константно одсуство њеног оца, као и то што не похађа школу са осталом децом. Свако ко покуша да одгонетне њену тајну завршава мртав...

## Улоге
| Глумац       | Улога                    |
| ------------ | ------------------------ |
| Џоди Фостер  | Рин Џејкобс              |
| Мартин Шин   | Френк Халет              |
| Алексис Смит | госпођа Кора Халет       |
| Морт Шуман   | полицајац Рон Миглиорити |
| Скот Џејкоби | Марио Подеста            |